# Прушкув (станція)
Прушкув (пол. Pruszków PKP) — вузлова вантажно-пасажирська залізнична станція і найбільший залізничний вокзал у місті Прушкув, Мазовецьке воєводство, Польща. Є складовою маршрутів SKM.
За класифікацією Польських залізниць визначається як станція агломераційного значення. На 2018 рік обслуговувала 4900 пасажирів на день (68 місце в країні за завантаженістю).
Відкрита у 1845 році. 24 вересня 2018 року була введена в експлуатацію після реконструкції в рамках модернізації лінії Варшава-Західна — Гродзиськ-Мазовецький та Варшава-Влохи — Гродзиськ-Мазовецький, спільно фінансованої Європейським Союзом та «Connecting Europe Facility». Додано звукову систему, встановлено щити з розкладом руху та дошки з динамічною інформацією для пасажирів — SDIP.

## Рух поїздів
Зі станції здійснюється рух поїздів у напрямку Скерневиць, Гродзиська-Мазовецького, Варшави та Отвоцька. Станція є кінцевою на лінії S1 SKM.
| Лінія | Мережа                  | Маршрут |
| ----- | ----------------------- | --- |
| R1    | Мазовецька залізниця    | Варшава-Східна – Варшава-Середмістя – Варшава-Західна – Прушкув – Гродзиськ-Мазовецький – Жирардув – Скерневиці |
| S1    | Швидка міська залізниця | Прушкув – Варшава-Західна – Варшава-Середмістя – Варшава-Східна – Варшава-Фаленція – Отвоцьк                    |

## Галерея

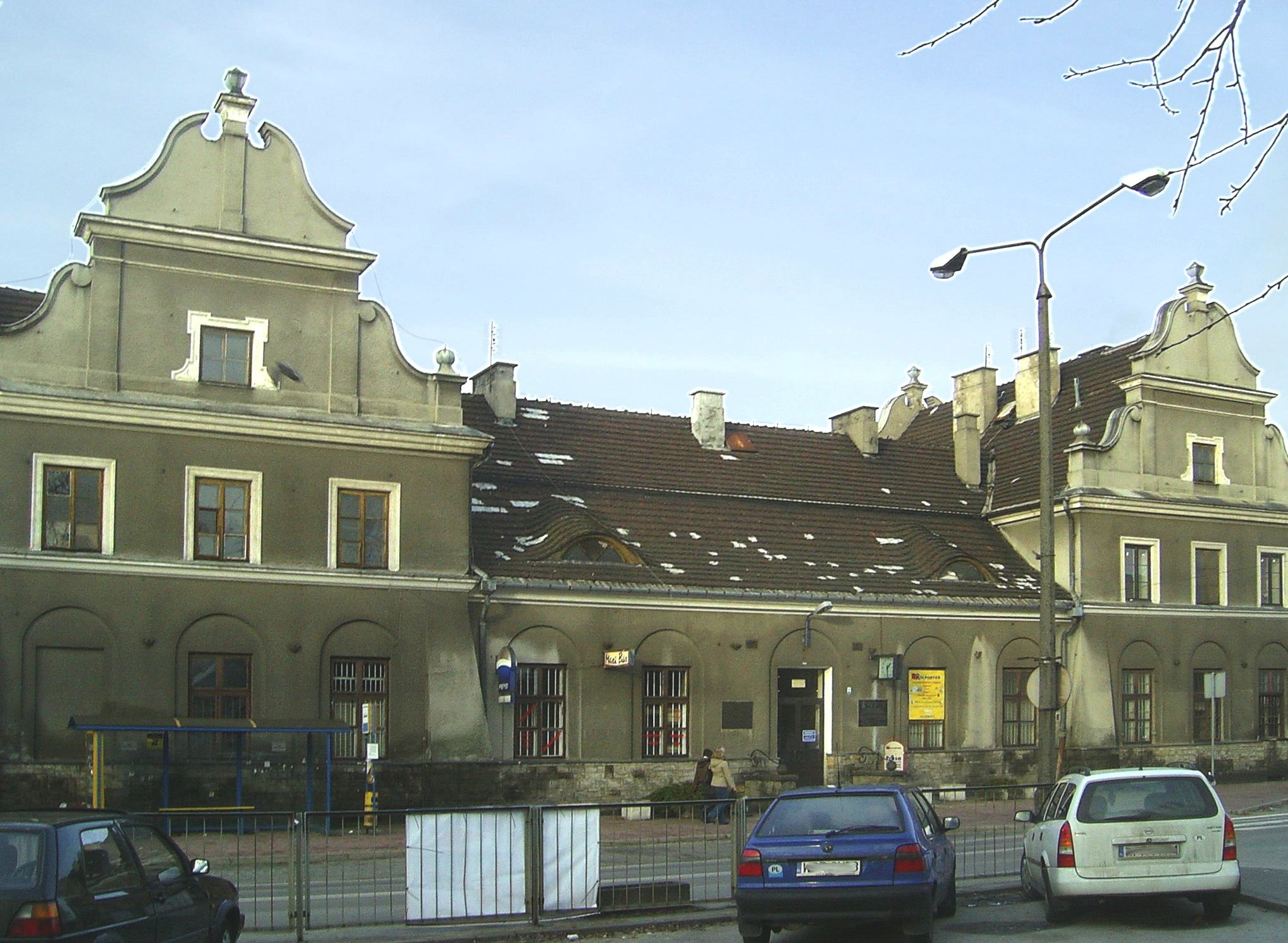
Будівля станції
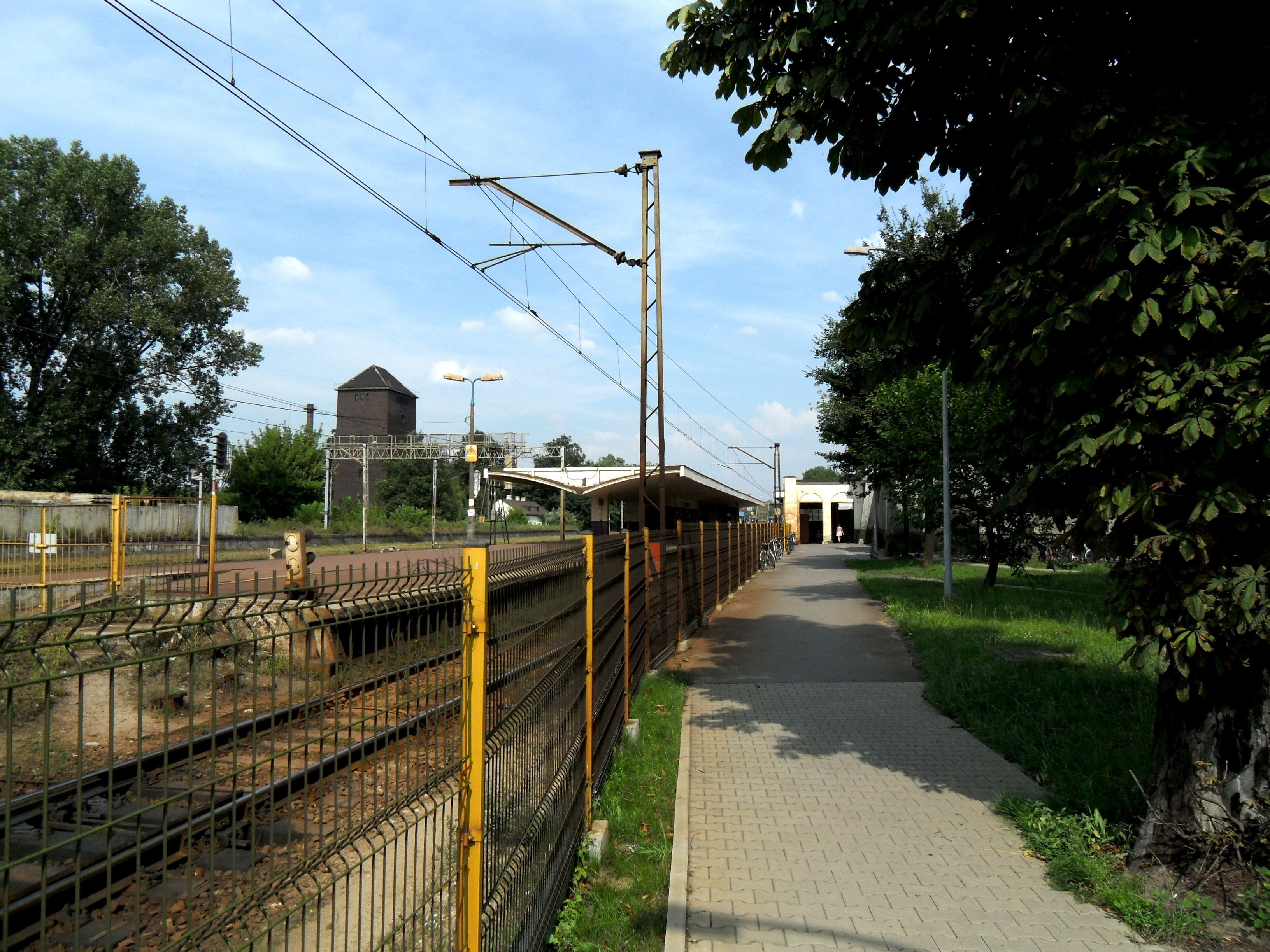
Перон